# Lasiopsis kozlovi
Lasiopsis kozlovi är en skalbaggsart som beskrevs av Medvedev 1951. Lasiopsis kozlovi ingår i släktet Lasiopsis och familjen Melolonthidae. Inga underarter finns listade i Catalogue of Life.